# The Wonderful Chance
The Wonderful Chance er en amerikansk stumfilm fra 1920 af George Archainbaud.

## Medvirkende
- Eugene O'Brien som Lord Birmingham
- Martha Mansfield som  Peggy Winton
- Tom Blake som Dugan
- Rudolph Valentino som Joe Klinsby
- Joseph Flanagan som Haggerty
- Warren Cook som Parker Winton